# Гетерогаметна стать
Гетерогаметна стать — це стать, що визначається двома відмінними хромосомами. Її існування обумовлене наявністю в клітинах організму двох різних статевих хромосом або однієї, в диплоїдному наборі, що призводить до формування альтернативної статі. Особини гетерогаметної статі дають дві групи гамет (за змістом різних статевих хромосом).
У тварин з гетерогаметною чоловічою статтю для позначення статевих хромосом використовуються букви X і Y. Особини, в нормі несуть пару статевих хромосом X та Y або одну хромосому X — самці, а особини із X хромосомами — самки. До цієї групи відносяться ссавці, більшість видів комах і багато інших груп організмів.
У разі, якщо гетерогаметна стать — жіноча, то використовуються інші позначення для статевих хромосом — Z і W. Особини з генотипом ZZ — самці; ZW — самки. Гетерогаметна жіноча стать характерна для лускокрилих комах, плазунів і птахів. Гетерогаметна жіноча стать зустрічається серед значно меншого числа організмів, ніж гетерогаметна чоловіча.
У деяких видів є обидва механізму визначення статі, зокрема для одного з видів риб мечоносців (рід Xiphophorus) виявлені статеві хромосоми W, X, Y і Z. У ряді випадків Y — або W-хромосома в ході еволюції втрачається. Тоді набори хромосом у гетерогаметної статі позначаються як X0 або Z0 відповідно.
У зв'язку з тим, що природні популяції містять мутації, в гомозиготному (або гемізиготному) стані, що знижують життєздатність, то особини із гетерогаметною статтю частіше мають знижену пристосованість.